# STS-41-B
STS-41-Bは、スペースシャトルの10回目のミッション、またチャレンジャーを用いて行われた4回目のミッションである。STS-9の次であるが、スペースシャトルの飛行番号のシステムが変更されたため、STS-11ではなく、STS-41-Bとなった。なお、STS-10はペイロードの遅れのために中止された。

## 乗組員
- 船長:ヴァンス・ブランド（英語版） (3)
- 操縦手:ロバート・ギブソン（英語版） (1)
- ミッションスペシャリスト1:ブルース・マッカンドレス (1)
- ミッションスペシャリスト2:ロナルド・マクネイア (1)
- ミッションスペシャリスト3:ロバート・リー・ステュアート（英語版） (1)

## ミッションパラメータ
- 質量:
  - 離陸時:113,603 kg
  - 着陸時:91,280 kg
  - ペイロード:22,323 kg
- 近点:307 km
- 遠点:317 km
- 軌道傾斜角:28.5°
- 軌道周期:90.8分

### 宇宙遊泳
宇宙遊泳1
- 開始:1984年2月7日
- 終了:1984年2月7日
- 期間:5時間55分

宇宙遊泳2
- 開始:1984年2月9日
- 終了:1984年2月9日
- 期間:6時間17分

## ミッションハイライト

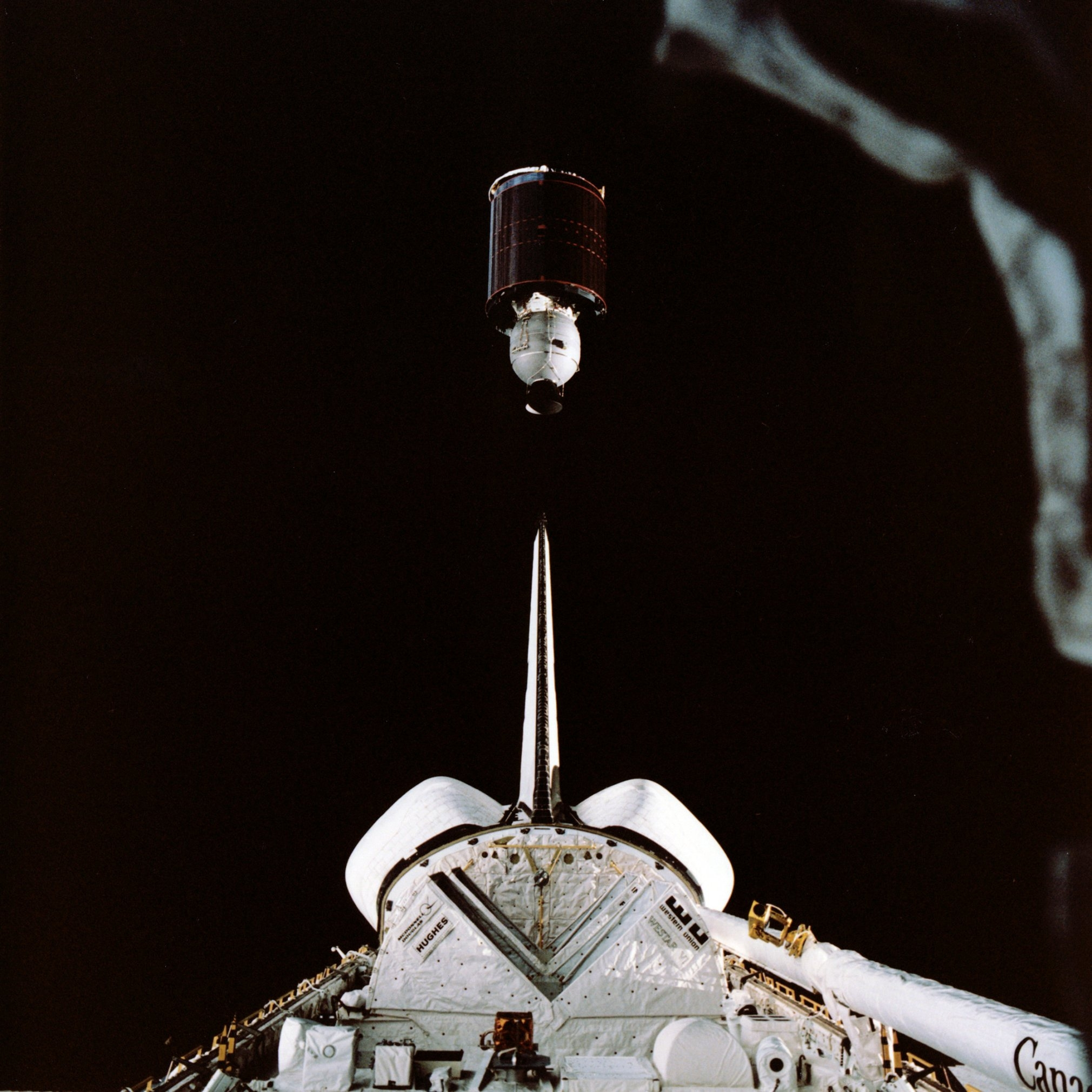
放出されたパラパB-2

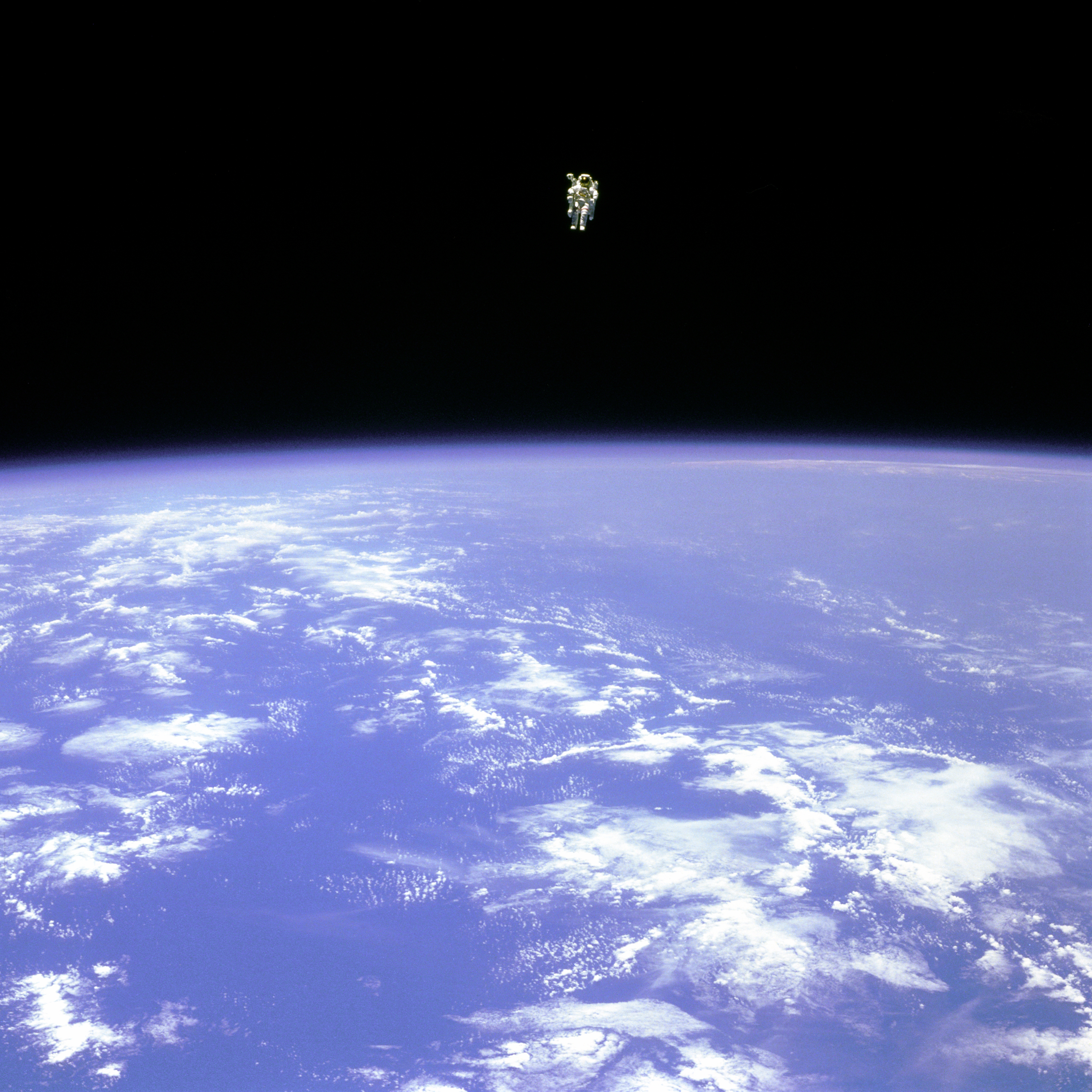
チャレンジャーからの最遠点に到達するマッカンドレス

STS-41-Bは、チャレンジャーの4度目の飛行となった。1984年2月3日午前8時ESTに打ち上げられ、8時間後に2機の通信衛星が展開された。1機はウエスタンユニオンのWESTAR-VI、もう1機はインドネシアのパラパB-2であったが、ペイロード・アシスト・モジュールの不具合のために予定よりも低い軌道に投入されてしまった。両衛星は、続く11月のSTS-51-Aのミッションで回収された。
飛行4日目、マッカンドレスとステュアートは、船外活動ユニットを用いて史上初めて命綱なしの宇宙遊泳を行った。初めて人間人工衛星となったマッカンドレスは、軌道から92m離れた。一方、ステュアートはシャトル・リモート・マニピュレータ・システムの端で足を固定する"work station"の試験を行った。7日目には、両飛行士は再び宇宙遊泳を行い、ソーラーマックスの回収の練習を行った。回収と修理は、続くSTS-41-Cのミッションで行われた。
また他に、STS-41-Bでは、STS-7で宇宙に行った西ドイツのSPAS-I(Shuttle Pallet Satellite)が史上初めて2度目の宇宙飛行を行った。しかし今回は、シャトル・リモート・マニピュレータ・システムの電子回路の不具合により、ペイロードベイに留まったままだった。またこのミッションでは、5つのGAS(Get Away Special)の容器、6匹の生きたラット、シネマ360のカメラも宇宙に運ばれ、 Continuous Flow Electrophoresis SystemやMonodisperse Latex Reactorの実験も続けられた。
1984年2月11日7時15分ESTに7日間と23時間15分55秒の飛行を終え、ケネディ宇宙センターのNASAシャトル着陸施設に着陸した。スペースシャトルが打上げと同じ場所に着陸したのは初めてのことだった。チャレンジャーは地球を127周し、280万マイルを飛行した。

## 起床コール
NASAでは、ジェミニ計画以来伝統的に、宇宙飛行士のために音楽を流している。アポロ15号では、初めて乗組員の起床のために用いられた。曲は、家族等によって、乗組員個人にとって特別な意味がある曲や日々の活動に適切なものが選ばれる。
| 日    | 曲                                      | 歌手                           | 宇宙飛行士           |
| ----- | --------------------------------------- | ------------------------------ | -------------------- |
| Day 2 | garbled during broadcast, title unknown | コントラバンド                 | ロナルド・マクネイア |
| Day 3 | A列車で行こう (ジャズ)                  | コントラバンド                 |                      |
| Day 4 | Glory, Glory, Colorado                  | コロラド大学ボルダー校のバンド |                      |
| Day 5 | Armed Forces Medley                     |                                |                      |
| Day 6 | ノースカロライナ農業技術州立大学校歌    |                                | ロナルド・マクネイア |
| Day 7 | アメリカン・ヒーローのテーマ            |                                |                      |
| Day 8 | アメリカ空軍の歌                        | アメリカ空軍通信管制員         |                      |
| Day 9 | イン・ザ・ムード                        | コントラバンド                 |                      |